# Hanglemezek állapotának osztályozására használt jelölések listája
A hanglemezek állapotának osztályozására a nemzetközi kereskedelemben – mind az internetes aukciókon, mind a lemezbörzéken – angol rövidítéseket használnak, melyek a következők:

## Állapotjelölések
- M (Mint – „újszerű, kifogástalan”) Teljesen kifogástalan állapotú (le nem játszott) lemez.
- NM (Near mint – „szinte újszerű”) Szinte kifogástalan állapotú lemez, egy-két nagyon apró felületi hajszálkarc fellelhető rajta, a lejátszás teljesen sercegésmentes.
- EX (Excellent – „kiváló”) Alig használt, szinte újértékű lemez, apró felületi sérülés előfordulhat, ám ez a lejátszáskor nem hallható. A borítón minimális kopás fedezhető csak fel az éleknél vagy sarkoknál.
- VG (Very good – „nagyon jó”) Keveset használt lemez, felületi karcok lehetnek rajta; kis mértékű, ám a lejátszást érdemben nem zavaró sercegés előfordulhat. A borítón fellelhető árcédula, vagy annak nyoma, illetve lemez-okozta kisebb mértékű körkopás is lehetséges.
- G (Good – „jó”) Erősen használt lemez, zavaró sercegés hallható, de a lemez végigjátszható. A borítón nagyobb felületi kopás, gyűrődés, élén pedig szakadás található.
- F (Fair – „tűrhető”) Rossz állapotú lemez, erős sercegés, a tű néhol ugrik. A borító szakadt, foltos vagy gyűrött.
- P (Poor – „gyenge”) Lejátszhatatlan, mélyen karcos vagy hullámos lemez, a borító erősen sérült vagy hiányos.
- B (Bad – „rossz”)
- W (Worn – „megviselt”)

A borító és a lemez állapotát külön-külön szokták jelölni. A pontosabb besorolás miatt gyakran használják a „+” (plusz) és a „-” (mínusz) jeleket is, mely az adott kategória felső illetve alsó határát jelöli. Gyakorlatban a VG jelzésű lemez az utolsó, melynek minősége még megfelelő, alatta már csak a viseltesség fokozatai következnek, a G jelű lemez sokszor már szinte élvezhetetlen, az F jelű és alatta lévő már csak tárgyi emléknek tekinthető, lejátszásra alkalmatlan.

## Egyéb jelölések
- 2LP (Double LP): dupla lemez
- 2P (Second Pressing): második nyomat
- 3LP/4LP: (Triple/Quadrouple LP) három vagy négy lemezes album
- 33: 33-as fordulatszámú lemez
- 45: 45-ös fordulatszámú lemez
- 78: 78-as fordulatszámú lemez
- B & W (Black and White): fekete-fehér
- bo (Book, booklet): könyvecske, füzet
- BOC (Bend on Cover): a borító egy része meghajlott
- B/S (Box Set): doboz
- BSS (Bottom Seam split): a borító alsó szegélye szétvált
- BTC (Bent corner): meghajolt sarok
- Cat No, Cat # (Catalogue Number): katalógusszám
- cnr (Corner): sarok
- comp (Compilation): válogatás
- Cvr (Cover): borító
- CW (Cover Wear/Worn): borító sérült
- dbl, dble (Double): dupla
- DC (Discoloration): elszíneződés
- Demo (Demonstration Copy): bemutató (demonstrációs) példány
- edn (Edition): kiadás
- EP (Extended Play)
- EW (Edge Warp): görbült szélek
- flexi, Flx (Flexi Disc): hajlékony (flexibilis) lemez
- FOC (Fold out Cover): kinyitható borító
- FOS (Fold out Sleeve): kinyitható belső borító
- g/f, g/fold, GF (Gatefold): kinyitható
- HCRW (Heavy Cover Ring Wear): erős körkopás a borítón
- Imp (Import): import változat
- LE, Ltd (Limited Edition): korlátozott példányszámú kiadás
- LP (Long Playing Record): mikrobarázdás hanglemez
- LPR (Later Pressing): késői nyomat (nem eredeti kiadás)
- MD (Mini disc)
- NCR (No Cover): borító hiányzik
- No, # (Number): szám
- NOC (No Original Centre): közép hiányzik (általában az európai, kitörhető közepű 45-ös fordulatszámú lemezeknél használatos)
- Obi (Original Band Intact): érintetlen reklámcsík (a japán kiadású lemezek borítójára felhelyezett – egyébként lehúzható – papír reklámcsík esetében)
- OOP (Out of print): jelenleg nincs gyártás alatt
- Orig, ORG (Original): eredeti nyomat
- OSP (One Sided Pressing): egyoldalas nyomat
- p/c, PC (Picture Cover): képes borító (rendszerint az előadó képével)
- p/s, PS (Picture Sleeve): képes borító (rendszerint az előadó képével)
- PD, pic disc (Picture Disc): képlemez
- PO (Poster): poszter, plakát
- Promo, PR (Promotional Copy): reklámpéldány
- Quad (Quadrophonic): négy hangcsatornás, kvadrofónikus
- RE, RI (Re-Issue): utánnyomás
- RE-R (Re-Release): új kiadás
- RPM (Revolutions per minute): percenkénti fordulatszám
- RS / GS (Rubber stamped / Gold stamped): gumibélyegzővel, aranybélyegzővel ellátva
- RW, R/W (Ring Wear): körkopás
- SCR (Scratch): karcos lemez
- Slv (sleeve): belső borító
- SOFC (Sticker on Front Cover): matrica a címoldalon
- SOL (Sticker on label): matrica a címkén
- SS (Seam split): szegély elválása
- S/S (Still Sealed): gyárilag fóliával lezárt lemez
- stkr (sticker): matrica
- SW (Shrink Wrapped): zsugorfóliás
- TOBC (Tear on Back Cover): szakadás a borító hátoldalán
- TOFC (Tear on Front Cover): szakadás a borító címoldalán
- TOIC (Tear on Inside cover): szakadás a belső borítón
- TOL (Tear on Label): szakadás a címkén
- t/p, TP (Test Pressing): próbapéldány, tesztpéldány
- Tpl, Trpl (Triple): tripla
- TS (Tape Seam): ragasztószalaggal javított
- TSS (Top Seam split): a borító felső szegélye elvált
- UNP (Unplayed): lejátszatlan
- WD (Water Damage): víz-okozta sérülés
- w/l WL (White Label): fehér címke
- Warp, WRP (Warped): görbült
- WOC (Writing on Cover): kézírás a borítón
- WOFC (Writing on front cover): kézírás a borító címoldalán
- WOIC (Writing on Inside cover): kézírás a belső borítón
- WOL (Writing on Label): kézírás a címkén
- WOS (Writing on Sleeve): kézírás a belső borítón
- WP, WPD (Warp, Warped): görbült